# ويل ترنر
ويليام تيرنر (بالإنكليزية: William Turner) شخصية خيالية في سلسلة أفلام قراصنة الكاريبي، ظهر في كل من لعنة اللؤلؤة السوداء وصندوق الرجل الميت وفي نهاية العالم، قام بتأدية شخصيتة الممثل البريطاني أورلاندو بلوم (وعندما كان طفلا كان الطفل ديلان سميث هو من قام بشخصيته) .
ويل تيرنر كان يعمل حدادا في بورت رويال بجاميكا، يحب ابنة الحاكم التي اسمها إليزابيث سوان، وعلى الرغم من انه فقير ومن طبقة اجتماعية أقل من ابنه الحاكم، بالإضافة إلى انه بارع في المبارزة والقتال إلا انه كان يفتقر إلى الخبرة في القتال الفعلي «في أول الامر» حتى أصبح بعد ذلك مبارزا ممتازا
تتميز شخصية ويليام ترنر بالشجاعة كما تبين من مبارزته للقرصان سيئ السمعة جاك سبارو (الذي قام بتأدية دوره الفنان الأمريكي الكبير جوني ديب) عندما كان جاك سبارو يهدد امن البلدة التي يعيشون فيها وايضا نظرا لأنه قرصان وسيئ السمعة، فقد بارزه مبارزة جيدة لكن تغلب عليه جاك سبارو بالحيل، فقال ويل تيرنر: لقد خدعتني، ثم رد عليه جاك سبارو فيما بعد قائلا:
| ويل ترنر                        | الشيء الوحيد الذي يُلام عليه الرجل هو ما يقدر ان يفعله , او لا يقدر ان يفعله ,,أتفهم | ويل ترنر |
| — جاك سبارو-مترجم من الإنكليزيه |                                                                                     |          |

## سيرته
من بدايه أول فيلم في سلسلة قراصنة الكاريبي تبين من قبل جاك سبارو انه يشبه والده جدا، ولد في غلاسكو، اسكتلندا لكن أمه نقله إلى إنجلترا عندما كان صغيرا وتمنت والدته ان يكون بحارا وتاجرا، وبعد وفاة امه وعندما أصبح عمره 12 سنة، هاجر إلى بورت رويال ليبحث عن والده، وبعد ان تم انقاذه من الغرق من قبل سفينه الحاكم سوان والد إليزابيث سوان ; كان حينئذ يقوم هيكتور باربوسا بالبحث عنه ليفك عنه وعن طاقمه اللعنة التي أصابتهم بالميدالية الذهبية التي كان يرتديها تيرنر.

### لعنة اللؤلؤة السوداء
مقال رئيسي: قراصنة الكاريبي: لعنة اللؤلؤة السوداء
كان يرتدي ويليام ترنر ميدالية ذهبية للقراصنة وكان قد اعطاها له أبيه، وعندما نجى من الغرق عن طريق سفينة الحاكم سوان، قامت إليزابيث بنت الحاكم بأخذ الميدالية من رقبته واحتفظت بها.
جاء بعد ذلك هيكتور باربوسا وطاقم سفينة اللؤلؤة السوداء للبحث عن ابن القرصان تيرنر «الذي هو ويل تيرنر» وذلك عن طريق احساسهم بالذهب، فقد أرادوا ان يريقوا دم ابن القرصان الاخير من 99 سابقين حتى تحل من عليهم اللعنة.
جاك سبارو كان مالك سفينة اللؤلؤة السوداء ولكن سرقها منه باربوسا ومن معه ونفوه في جزيرة وأعطوه مسدس به طلقة واحدة ولم يستغل الطلقة بعد حتى استطاع ان يغادر تلك الجزيرة الفانية وذهب اللي بلده الحاكم سوان «التي يعيش فيها تيرنر واليزابيث».
تم القبض على جاك سبارو في تلك الجزيرة وحكموا عليه بالإعدام، وبعد ذلك هاجم باربوسا وطاقم اللؤلؤة السوداء تلك الجزيرة بحثا عن ويل ترنر عن طريق إحساسهم بالذهب، والمراد بذلك الميدالية الذهبية التي اخذتها إليزابيث سوان.
أختطف باربوسا وطاقم اللؤلؤة السوداء بنت الحاكم إليزابيث سوان لأنها كانت ترتدي تلك الميدالية ونتيجة لذلك هرب ويل تيرنر جاك سبارو من الحبس حتى يستطيعوا ان يعيدوا إليزابيث سوان.
بعدما اعادوا اليزابيث وقتل جاك سبارو هيكتور باربوسا قامت حكومة الحاكم سوان بتنفيذ حكم الإعدام على جاك سبارو، وبمساعدة ويل تيرنر استطاع جاك ان يهرب وأسترد سفينته اللؤلؤة السوداء.

### صندوق الرجل الميت
بدأ الفيلم بعقد قران ويل ترنر على محبوبته إليزابيث سوان بنت سوان (حاكم بورت رويال)، وإذ يأتي اللورد كتلر بيكت (رئيس شركة الهند الشرقية الممثل للملك جورج الثاني لبريطانيا العظمى) بحصان أبيض ومعه كتيبة عسكرية بأمر ملكي للقبض على الحاكم سوان وابنته إليزابيث، ويقوم كتلر بيكت بمساومة ويل ترنر بإخرج إليزابيث وأبيها من الحبس بشرط مساعدته في العثور على القبطان المجرم جاك سبارو، وتدور بعد ذلك الأحداث.

## الفنانأورلاندو بلومالقائم بشخصية ويل ترنر

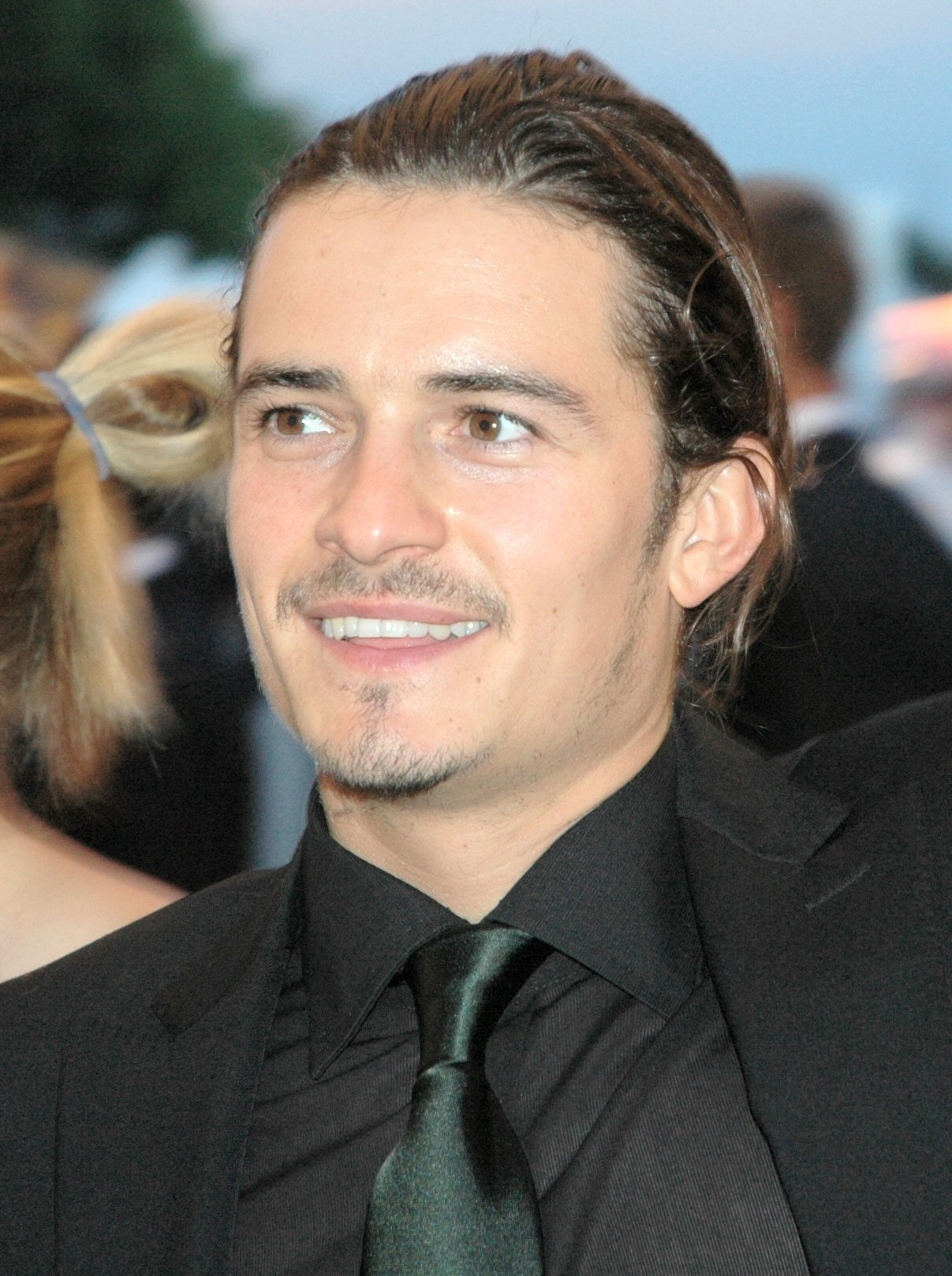
اورلاندو بلوم

عام 2003 حاز اورلاندو بلوم على عده جوائز لتأدية شخصية ويليام ترنر في فيلم لعنة اللؤلؤة السوداء وتلك الجوائز هي:
- Hollywood Film Festival Award
- MTV Movie Award Mexico
- Teen Choice Award
- بالإضافة إلى انه كان مرشحا لجائزة MTV Movie Award for Best on-Screen Team

وفي عام 2006 بعد فيلم صندوق الرجل الميت حصل على
- Teen Choice Award Choice Movie Rumble
- Teen Choice Award Choice Movie Liplock
- بالإضافة لأنه كان مرشحا لجائزة Teen Choice Award Choice Movie Actor – Drama/Action Adventure

وفي عام 2007 حصل على جائزة Teen Choice Award Choice Movie Rumble عن فيلم في نهاية العالم.